# Cléon-d'Andran
 Cléon-d'Andran  es una población y comuna francesa, en la región de Ródano-Alpes, departamento de Drôme, en el distrito de Nyons y cantón de Marsanne.

## Demografía
| 507 | 577 | 601 | 630 | 718 | 800 |
| Para los censos de 1962 a 1999 la población legal corresponde a la población sin duplicidades (Fuente: INSEE [Consultar]) |     |     |     |     |     |